# Hermann Adler (Mediziner)
Hermann Friedrich Adler (* 8. November 1841 in Lübeck; † 21. Februar 1921 in Schleswig) war ein deutscher Nervenarzt und Entomologe.

## Leben und Wirken
Hermann Adler war ein Sohn des Juristen Alexander Adler (* 1805 in Altona) und dessen Ehefrau Wilhelmine Margaretha, geborene Völckers. Vorfahren der Familie lebten seit 1754 in Schleswig-Holstein, wo sie als Pastoren und Juristen arbeiteten.
Adler wuchs auf Gut Winningen bei Schleswig auf, das seinem Vater gehörte. Nach einem Besuch des Katharineums zu Lübeck von 1858 bis 1861 immatrikulierte er sich am 18. April 1864 für ein Medizinstudium an der Universität Heidelberg. Später wechselte er an die Universität Kiel, wo er das Studium 1866 mit der Promotion zum Dr. med. über „De thoracocentesi nonulla“ abschloss und die Approbation erhielt. Danach arbeitete er als praktischer Arzt in Plön und absolvierte von Oktober 1869 bis Dezember 1870 ein Volontariat an der Schleswiger Irrenanstalt.
Während des Deutsch-Französischen Kriegs kämpfte Adler an der Front und bekam das Eiserne Kreuz 2. Klasse verliehen. Danach arbeitete etwas länger als zwei Jahre als Assistenzarzt auf dem Sachsenberg in Schwerin. Anschließend wechselte er, anfangs als vierter Arzt, an die Landesheilanstalt Schleswig-St. Jürgen. Hier arbeitete er bis zu seiner Pensionierung 43 Jahre lang. Da ihm die damit verbundenen Verwaltungstätigkeiten nicht gefielen, lehnte er 1902 den ihm angebotenen Direktorenposten ab. Bei Renteneintritt aufgrund zunehmender Schwerhörigkeit war er Geheimer Sanitätsrat und stellvertretender Direktor der Einrichtung.
Hermann Adler starb unverheiratet im Februar 1921. Seine Braut, die er während der Zeit in Plön hatte heiraten wollen, war an Diphtherie gestorben.

## Wissenschaftliche Arbeiten
Hermann Adler galt bei Kollegen und Patienten als angenehmer, hilfsbereiter, angesehener und beliebter Mediziner, der sich mit vielen wissenschaftlichen Fragestellungen befasste. Im Bereich der Nervenheilkunde untersuchte er mit dem Mikroskop sorgfältig Erkrankungen des Rückenmarks und des Gehirns.
Als Entomologe beschrieb er erstmals den Generationswechsel von Gallwespen. Hierzu verfasste er eine bedeutende Publikation, die auch in französischer und englischer Sprache verlegt wurde. In einer eigenen Fischbrutanstalt, die er für einige Zeit hatte, forschte er zur Entwicklungsgeschichte von Fischen. Hinzu kamen Studien an Obst- und Rosenkulturen. Außerdem beschäftigte er sich mit der Bienenzucht. Im Rahmen dieser Arbeiten soll er den Grund dafür gefunden haben, warum Rübsen mitunter keinerlei Nektar abgeben.